# Remiremont
Remiremont – miejscowość i gmina we Francji, w regionie Grand Est, w departamencie Wogezy.
Według danych na rok 1990 gminę zamieszkiwało 9 068 osób, a gęstość zaludnienia wynosiła 504 osoby/km² (wśród 2335 gmin Lotaryngii Remiremont plasuje się na 38. miejscu pod względem liczby ludności, natomiast pod względem powierzchni na miejscu 236.).

## Geografia
Miasto leży nad rzeką Mozela oraz na północ od miasta Épinal.

## Historia
Nazwa miasta wzięła się od imienia Św. Romarica, jednego z towarzyszy Kolumbana Młodszego. Romaric wybudował na pobliskich wzgórzach klasztor, który obecnie wznosi się nad miastem.
W 1638 roku miasto zostało zaatakowane przez Francuzów, a w 1682 zniszczone przez trzęsienie ziemi. W 1766 roku miasto zostało, wraz z całą Lotaryngią, włączone w granice Francji.